# 오콜니르
오콜니르(고대 노르드어: Okolnir→절대 춥지 않은)는 노르드 신화에서 브리미르 저택이 있다고 하는 벌판이다.
〈무녀의 예언〉 제37절에서 딱 한 번 언급되며, 오콜니르가 어디에 있고 또 어떤 곳인지 더 이상의 상세한 정보는 없다.

## 참고 자료
- Larrington, Carolyne (transl.) (1996). The Poetic Edda. Oxford World's Classics. ISBN 0-19-283946-2.